# Thyreophora
Thyreophora ("kẻ mang lá chắn", thường được gọi đơn giản là "khủng long bọc giáp" - tiếng Hy Lạp: θυρεος là lá chắn thuôn dài lớn, giống như một cánh cửa và φορεω: tôi mang theo) là một phân nhóm khủng long hông chim (Ornithischia). Chúng là những khủng long ăn cỏ và có lớp giáp bảo vệ, sống từ giữa kỷ Jura đến cuối của kỷ Phấn trắng.
Điểm đặc biệt Thyreophora là sự hiện diện của lớp giáp xếp thành hàng dọc theo cơ thể. Các dạng nguyên thủy hơn có vảy xương hay da xương có sống gồ lên, đơn giản và thấp trong khi các dạng tiến hóa hơn đã phát triển các cấu trúc phức tạp hơn, bao gồm các gai và tấm. Hầu hết các loài Thyreophora có bộ não tương đối nhỏ so với kích thước cơ thể chúng.
Thyreophora gồm hai phân bộ đã được biết tới nhiều hơn cả là Ankylosauria (giáp long) và Stegosauria (kiếm long), ngoài ra còn có vài nhóm ít được biết đến. Trong cả hai nhóm, chân trước ngắn hơn nhiều so với chân sau, và điều này đặc biệt rõ nét ở Stegosauria. Nhánh này đã được định nghĩa bao gồm tất cả các loài có quan hệ gần gũi với Ankylosaurus hơn là với Triceratops. Thyreophora là nhóm có quan hệ chị em với Cerapoda trong Genasauria.

## Các nhóm của Thyreophora

### Ankylosauria
Trong số các Ankylosauria, có hai nhóm chính là Ankylosauridae và Nodosauridae.
Ankylosauridae được chú ý bởi sự hiện diện của cái đuôi trùy lớn được cấu thành từ những đốt sống phình to và hợp nhất thành một khối. Chúng có mộ cơ thể nặng nề và bộ giáp bao bọc toàn cơ thể từ đầu đến đuôi, thậm chí xuống đến cả mí mắt. Gai, nốt sần và chất sừng được bao phủ tren bộ giáp. Đầu của chúng bằng phẳng, cứng, cổ ngắn đôi khi là không có, chúng xù xì và còn có một hàng gai nhọn ở hai bên (khoảng giữa má và tai). Euoplocephalus tutus  có lẽ là ankylosaurid được biết đến nhiều nhất.
Nodosauridae một họ khác trong Ankylosauria, thực tế có thể bao gồm các tổ tiên của Ankylosauridae. Chúng sống vào giữa kỷ Jura (khoảng 170 Ma) cho tới cuối kỷ Phấn trắng (66 Ma), chúng có giáp như Ankylosauridae, nhưng không có trùy ở đuôi. Thay vào đó, các bướu xương và gai bao phủ phần còn lại của cơ thể chúng tới tận đuôi và bổ sung các gai nhọn. Hai đại diện của Nodosaur là Sauropelta và Edmontonia, điểm đáng sợ nhất của chúng hính là những chiếc gai phía trước vai.

### Stegosauria
Phân bộ Stegosauria bao gồm Stegosauridae và Huayangosauridae. Các họ khủng long này sinh sống chủ yếu vào Trung-Hậu Jura, mặc dù một số hóa thạch được tìm thấy ở đầu kỷ Phấn trắng. Stegosauria có đầu rất nhỏ, răng đơn giản giống như lá. Stegosauria sở hữu các hàng tấm sừng hoặc gai chạy xuống lưng và kéo dài dọc các đốt sống. Người ta cho rằng tấm stegosaur chức năng kiểm soát nhiệt độ cơ thể hoặc được sử dụng như một dấu hiệu để xác định các cá thể của một loài, cũng như để thu hút bạn tình hoặc đe dọa các đối thủ. Stegosaurs được biết đến nhiều như Stegosaurus và Kentrosaurus.

## Phân loại

### Phân loại
Trong khi phân loại sinh học của Thyreophora vẫn đang là chủ đề gây tranh cãi lớn của những nhà khoa học nổi tiếng trong giới cổ sinh vật học thì một số ấn phẩm của thế kỷ 21 vẫn còn sử dụng những phân cấp này, mặc dù đã có sự khác nhau về những phân cấp đã có. Hầu hết đã liệt kê Thyreophora là một đơn vị sinh học chưa được phân loại gồm hai phân bộ Stegosauria và Ankylosauria, mặc dù Thyreophora cũng đôi khi được phân loại như một phân bộ, với Ankylosauria và Stegosauria là các phân thứ bộ. Sự phân loại sau đây sau Butler và Thompson, năm 2011 được công nhận rộng rãi nhất trừ khi có ghi chú khác.
- Nhánh Thyreophora
  - Emausaurus
  - Scutellosaurus
  - ?Tatisaurus
  - Nút Thyreophoroidea
    - Họ Scelidosauridae
      - ?Bienosaurus
      - ?Lusitanosaurus
      - Scelidosaurus

    - Nút Eurypoda
      - Phân bộ Ankylosauria
        - Họ Ankylosauridae
        - Họ Nodosauridae

      - Phân bộ Stegosauria
        - Họ Huayangosauridae
        - Họ Stegosauridae

### Phát sinh chủng loài
Thyreophora lần đầu tiên được Nopcsa đặt tên năm 1915. Thyreophora được Paul Sereno định nghĩa như là một nhánh vào năm 1998, là "toàn bộ các loài Genasauria có quan hệ họ hàng gần với Ankylosaurus hơn là với Triceratops". Thyreophoroidea được Nopcsa đặt tên năm 1928 và được Sereno định nghĩa năm 1986, là "Scelidosaurus, Ankylosaurus, tổ tiên chung gần nhất và tất cả các hậu duệ của chúng". Eurypoda được Sereno đặt tên năm 1986 và định nghĩa năm 1998, như là "Stegosaurus, Ankylosaurus, tổ tiên chung gần nhất và tất cả các hậu duệ của chúng". Cladogram dưới đây vẽ theo phân tích năm 2011 của các nhà cổ sinh vật học Richard S. Thompson, Jolyon C. Parish, Susannah C. R. Maidment và Paul M. Barrett.
|              | Stegosauria                                                     |
|              |                                                                 |
| Ankylosauria | \| \| Ankylosauridae \| \| \| \| \| \| Nodosauridae \| \| \| \| |
|              | \| \| Ankylosauridae \| \| \| \| \| \| Nodosauridae \| \| \| \| |
|              | Ankylosauridae                                                  |
|              |                                                                 |
|              | Nodosauridae                                                    |
|              |                                                                 |

|  | Ankylosauridae |
|  |                |
|  | Nodosauridae   |
|  |                |

|              | Stegosauria                                                     |
|              |                                                                 |
| Ankylosauria | \| \| Ankylosauridae \| \| \| \| \| \| Nodosauridae \| \| \| \| |
|              | \| \| Ankylosauridae \| \| \| \| \| \| Nodosauridae \| \| \| \| |
|              | Ankylosauridae                                                  |
|              |                                                                 |
|              | Nodosauridae                                                    |
|              |                                                                 |

|  | Ankylosauridae |
|  |                |
|  | Nodosauridae   |
|  |                |

|              | Stegosauria                                                     |
|              |                                                                 |
| Ankylosauria | \| \| Ankylosauridae \| \| \| \| \| \| Nodosauridae \| \| \| \| |
|              | \| \| Ankylosauridae \| \| \| \| \| \| Nodosauridae \| \| \| \| |
|              | Ankylosauridae                                                  |
|              |                                                                 |
|              | Nodosauridae                                                    |
|              |                                                                 |

|  | Ankylosauridae |
|  |                |
|  | Nodosauridae   |
|  |                |

|              | Stegosauria                                                     |
|              |                                                                 |
| Ankylosauria | \| \| Ankylosauridae \| \| \| \| \| \| Nodosauridae \| \| \| \| |
|              | \| \| Ankylosauridae \| \| \| \| \| \| Nodosauridae \| \| \| \| |
|              | Ankylosauridae                                                  |
|              |                                                                 |
|              | Nodosauridae                                                    |
|              |                                                                 |

|  | Ankylosauridae |
|  |                |
|  | Nodosauridae   |
|  |                |

|              | Stegosauria                                                     |
|              |                                                                 |
| Ankylosauria | \| \| Ankylosauridae \| \| \| \| \| \| Nodosauridae \| \| \| \| |
|              | \| \| Ankylosauridae \| \| \| \| \| \| Nodosauridae \| \| \| \| |
|              | Ankylosauridae                                                  |
|              |                                                                 |
|              | Nodosauridae                                                    |
|              |                                                                 |

|  | Ankylosauridae |
|  |                |
|  | Nodosauridae   |
|  |                |

|              | Stegosauria                                                     |
|              |                                                                 |
| Ankylosauria | \| \| Ankylosauridae \| \| \| \| \| \| Nodosauridae \| \| \| \| |
|              | \| \| Ankylosauridae \| \| \| \| \| \| Nodosauridae \| \| \| \| |
|              | Ankylosauridae                                                  |
|              |                                                                 |
|              | Nodosauridae                                                    |
|              |                                                                 |

|  | Ankylosauridae |
|  |                |
|  | Nodosauridae   |
|  |                |

|              | Stegosauria                                                     |
|              |                                                                 |
| Ankylosauria | \| \| Ankylosauridae \| \| \| \| \| \| Nodosauridae \| \| \| \| |
|              | \| \| Ankylosauridae \| \| \| \| \| \| Nodosauridae \| \| \| \| |
|              | Ankylosauridae                                                  |
|              |                                                                 |
|              | Nodosauridae                                                    |
|              |                                                                 |

|  | Ankylosauridae |
|  |                |
|  | Nodosauridae   |
|  |                |

|              | Stegosauria                                                     |
|              |                                                                 |
| Ankylosauria | \| \| Ankylosauridae \| \| \| \| \| \| Nodosauridae \| \| \| \| |
|              | \| \| Ankylosauridae \| \| \| \| \| \| Nodosauridae \| \| \| \| |
|              | Ankylosauridae                                                  |
|              |                                                                 |
|              | Nodosauridae                                                    |
|              |                                                                 |

|  | Ankylosauridae |
|  |                |
|  | Nodosauridae   |
|  |                |

## "Tyreophorus"
"Tyreophorus" là một tên chung không chính thức, được Friedrich von Huene đặt, vào năm 1929 in, mà đôi khi thấy trong danh sách các loài khủng long. Nó có lẽ là một lỗi đánh máy; von Huene chắc đã có ý định gán những hóa thạch chưa xác định rõ ràng vào incertae sedis của Thyreophora, nhưng tại một số phần trong quá trình xuất bản,các văn bản đã được sửa đổi  làm nó mang ý nghĩa rằng ông đã đặt một cái tên chung mới "Tyreophorus" (như mô tả của George Olshevsky năm 1999 gửi tới Dinosaur Mailing List). Cái tên này chưa được mô tả và không được sử dụng một cách.chính thức.